# 威廉·休斯顿
威廉·休斯顿（英語：William Churchill Houston，1746年—1788年8月12日），是美国的一名教师、律师和政治家。他曾经代表新泽西州出席大陆会议和美国制宪会议。1785年，他进入美国哲学会。

## 早期生涯
休斯顿出生于南卡罗莱纳州萨姆特的一个农民家庭，他的父母从爱尔兰迁徙到美国。休斯顿就读于新泽西州立大学（即普林斯顿大学）。1768年毕业后，他担任教员，并在1771年成为数学和自然哲学教授。

## 美国独立战争

### 自卫军
1776年，英国军队占领普林斯顿，致使大学的学生和教授被迫回乡。休斯顿随即参加了附近的新泽西州萨默塞特郡的民兵组织，并担任上校职位。次年，英国军队离开新泽西州，休斯顿再次返回学校并担任教员。

### 大陆会议及法律事业
1777年，他被新泽西州议会任命为议员，并任职于防卫委员会。1779年，新泽西州派遣他担任代表，出席大陆会议。随后他再返学校，并在1781年获得律师资格，他随后在新泽西州特伦顿设立了自己的律所。在这段时期中，因为他的积极活动，他被称为“新泽西州高级法院的书记员”。1783年，他彻底离开教员的工作并全身心投入到法律事业中。1784年和1785年，他都出席了大陆会议。

### 制宪会议
1786年，休斯顿被委任负责研究《邦联条例》中存在的问题，他参加了同年的安纳波利斯会议并讨论了这些问题。与其说这个会议是讨论条例的修改，不如称之为塑造新的宪法会议。1787年，美国制宪议会召开，休斯顿作为代表出席了会议。但是仅仅一周后，他因为健康原因被迫离职。

## 去世
随后的一年中，他身患肺结核，并于费城去世。他的遗体在费城第二基督教长老会火化，随后埋葬在费城的芒特弗农公墓。